# Ennenda
Ennenda is een plaats en voormalige gemeente in het Zwitserse kanton Glarus, en maakt sinds 1 januari 2011 deel uit van de gemeente Glarus.

## Geschiedenis
Het oudste dorpsdeel, het Oberdorf, wordt in 1303–1307 als Obront-Ennant-A en het Niederdorf Nydern-Ennant-A genoemd. Het dorp wordt in 1395 afdrachtplichtig aan het klooster Säckingen.

## Indeling voormalige gemeente
De voormalige gemeente bestond uit:
- Ennenda
- Oberdorf (dorpsdeel)
- Sturmigen (gehucht)
- Ennetbühls (dorp)
- Ennetberge (bergnederzetting)

## Verkeer en vervoer

### Spoorwegen
Ennenda heeft een station, station Ennenda, aan de spoorlijn Ziegelbrücke - Linfhal

## Geboren
- Remo Freuler (1992), voetballer

- Gemeinsame Normdatei: 4446819-2
- Historisch woordenboek van Zwitserland: 000764
- Virtual International Authority File: 238758152